# 2011年10月逝世人物列表
2011年逝世人物列表：1月 - 2月 - 3月 - 4月 - 5月 - 6月 - 7月 - 8月 - 9月 - 10月 - 11月 - 12月
2011年10月逝世人物列表，是用於匯總2011年10月期間逝世人物的列表。

## 依日期排序

### 10月31日
- 弗洛里安·阿尔伯特(匈牙利語：Flórián Albert)，70岁，匈牙利足球运动员，1962年世界杯足球赛最佳射手，1967年欧洲金球奖得主，因手术并发症去世。 新浪（页面存档备份，存于）

### 10月29日
- 康丁，本名張錫圭，75岁，台灣男演員，因大腸癌病逝。中央通訊社
- 吉米·薩維爾爵士（Sir Jimmy Savile），84歲，英國第一代唱片騎師及英國廣播公司資深節目主持，曾於1950年代至1980年代主持不少受歡迎的電台和電視流行音樂節目。BBC（页面存档备份，存于）、BBC（页面存档备份，存于）、BBC（页面存档备份，存于）

### 10月28日
- 刘坤，26岁，中国替身演员，在电影《敢死队2》在保加利亚拍摄时发生爆炸事故身亡。新浪（页面存档备份，存于）荆楚网（页面存档备份，存于）

### 10月27日
- 李福逑，89歲，香港政府官員，首位華人社會事務司（1973年－1977年）和民政司（1977年－1980年），曾任行政立法兩局官守議員。明報

### 10月25日
- 尚于博，28歲，中國演員，跳樓自殺。新華網（页面存档备份，存于）

### 10月24日
- 约翰·麦卡锡（John McCarthy），84岁，LISP语言发明者，被誉为人工智能之父。新浪网（页面存档备份，存于）
- 路东之，49岁，中国书法家、诗人、古陶收藏家，古陶文明博物馆馆长。因心脏病突发去世。中国新闻网（页面存档备份，存于）
- 北杜夫（北 杜夫）, 84岁, 日本小説家。腸閉塞去世。毎日新闻

### 10月23日
- 马可.西蒙瑟里(Marco Simoncelli)，24岁，意大利摩托车手，在世界摩托车大奖赛（Moto GP)马来西亚站中被撞身亡。体坛网
- 努斯拉特·布托(Begum Nusrat Bhutto),82岁，巴基斯坦前总统佐勒菲卡尔·阿里·布托的夫人，前总理贝娜齐尔·布托的母亲。 新浪（页面存档备份，存于）

### 10月22日
- 苏尔坦·本·阿卜杜勒-阿齐兹（阿拉伯語：صاحب السمو الملكي الأمير سلطان بن عبدالعزيز بن عبد الرحمن بن فيصل آل سعود，拉丁化：Ṣāḥib al-Sumūw al-Malakī al-Amīr Sulṭān bn ‘Abd-al-‘Azīz bn ‘Abd-al-Raḥman bn Fayṣal Āl Su‘ūd），83岁，沙特阿拉伯王储。BBC中文网（页面存档备份，存于）

### 10月21日
- 王悅，2歲，暱稱「小悅悅」，本月13日在廣東省佛山市街上遭汽車撞擊碾壓。中國評論新聞（页面存档备份，存于）

### 10月20日
- 穆阿邁爾·卡扎菲（阿拉伯語：معمر القذافي、Muʿammar al-Qaḏḏāfī），69歲，利比亞前任領導人，在其家鄉蘇爾特傷重身亡。新城電台（页面存档备份，存于）
- 穆塔西姆·卡扎菲，穆阿迈尔·卡扎菲第五子，利比亚前国家安全顾问。和讯网

### 10月19日
- 埃迪森·查拉(西班牙語：Édison Chará)，31岁，哥伦比亚足球运动员，曾效力于大连阿尔滨，遭枪击身亡。elespectador
- 楊斌彥，86歲，台灣企業家，膠帶大廠四維企業總裁。因長期贊助女子網球而被網球界尊稱「台灣女網之父」。蘋果日報（页面存档备份，存于）

### 10月17日
- 曼弗雷德·格拉赫（德語：Manfred Gerlach），東德國務委員會主席，最後一任東德領導人。新華網 Archive.today的存檔，存档日期2013-04-28

### 10月16日
- 丹·威尔顿（英語：Dan Wheldon），33岁，英国赛车手，曾获两届两届Indy 500冠军，在比赛中撞车身亡。新浪（页面存档备份，存于）
- 楊千鶴，90歲，台灣第一位女記者，曾任職於《台灣日日新報》。20111028-公視晚間新聞（页面存档备份，存于）
- 邹跃进，53岁，中国美术批评与美术史论学者，中央美术学院教授。[1]

### 10月15日
- 许竞，84岁，中国登山协会原副主席，曾任1960年、1975年中国珠峰登山队副队长。户外资料网（页面存档备份，存于）
- 蘇·曼格絲（Sue Mengers），79歲，曾擔任許多美國電影明星的經紀人，有「好萊塢超級經紀人」之稱。中國時報

### 10月14日
- 勞拉·波倫（西班牙語：Laura Pollán），63歲，古巴持不同政見者，異議團體「白衣女士」（西班牙語：Damas de Blanco）創辦人。中央廣播電台、BBC中文網（页面存档备份，存于）

### 10月12日
- 蓝鸿文，82岁，中国人民大学新闻学院教授、新闻采访学泰斗。京华网

### 10月11日
- 羅伯特·蓋爾文（Robert Galvin），89歲，曾任摩托羅拉公司（Motorola）的執行長。數位時代
- 金·布朗（Kim Brown），66歲，出生於英國的芬蘭音樂家，死於癌症。HS.fi

### 10月10日
- 吳丹佳佳，25歲，中國開心網紅人、演員。世界日報

### 10月9日
- 青山景（青山 景），32歲，日本漫畫家，知名作品有《危險甜心》（SWWEEET）、《中華少女》（チャイナガール）等，9日被發現在自宅上吊身亡。聯合報

### 10月8日
- 丹尼斯·里奇（Dennis Ritchie），70岁，计算机科学家，主要成就有Unix、C语言，在长期患病后去世。BBC News（页面存档备份，存于）
- 羅傑·威廉斯（Roger Williams），87歲，美國流行音樂鋼琴家，曾為九任美國總統演奏，因胰臟癌去世。CNN
- 沙曼翁，原名爱新觉罗古痕，96岁，当代书法篆刻家、金石学家。新浪（页面存档备份，存于）

### 10月7日
- 馬沙勒·泰姆（Mishaal al-Tammo），53歲，敘利亞反對派組織、庫爾德未來運動创建人，因遇襲去世。香港新浪網
- 拉米兹·阿利雅（Ramiz Alia），85岁，前阿尔巴尼亚劳动党中央第一书记，阿尔巴尼亚共和国总统。1985年霍查去世后成为阿尔巴尼亚的领袖，1991年宣布实行多元化政治，并当选为共和国首任总统。仅执政22天就因局势混乱被迫下台。新华网（页面存档备份，存于）

### 10月5日
- 史蒂夫·賈伯斯（Steve Jobs），56歲，蘋果公司創辦人、前任執行長，因胰腺癌去世。蘋果公司官網（页面存档备份，存于）Yahoo!奇摩 賈伯斯紀念專輯

### 10月4日
- 拉爾夫·霍金（Ralph Hodgin），96歲，美國職棒大聯盟球員。Burlington Times News

### 10月3日
- 陈宇晖（Danny Chen），19岁，美国华裔士兵，奉命派驻阿富汗，因军中遭霸凌而举枪自杀。僑報網（页面存档备份，存于）

### 10月2日
- 涂德錡，78歲，中華民國總統府資政、前台灣嘉義縣縣長，血癌進行化療所引發的敗血症而逝世。台灣英文新聞（页面存档备份，存于）

### 10月1日
- 倪翠萍，85歲，南京大屠殺幸存者，因柏金遜症過世。新浪